# Tunha
Tunha, pseudonimo di Carlos Jorge Fortes Magalhães Medina Vasconcelos (Lisbona, 24 ottobre 1984), è un giocatore di calcio a 5 portoghese, campione europeo con la nazionale portoghese nel 2018.

## Palmarès
- Campionato d'Europa: 1

Portogallo: 2018